# Gebäudeheizung
Eine Gebäudeheizung (oft „Heizung“ genannt) ist eine technische Anlage zur zentralen Beheizung von Gebäuden („Zentralheizung“ oder „Sammelheizung“) durch Wärmeerzeuger.
Verbreitet sind Gasheizungen, Ölheizungen und Wärmepumpen. Nachwachsende Rohstoffe nutzen Pellet- und andere Holzheizungen. Nachtspeicher- und andere Elektroheizungen sind unwirtschaftlich. Elektrischer Strom lässt sich schlecht speichern. Die Herstellung ist aufwändig und erfolgt meist nicht nachhaltig.
Die Heiztechnik umfasst alle Anlagen zur Erzeugung von Wärme. Dazu gehören die Heizungstechnik, der Anlagenbau und die Wärmeverteilung (als Teil der Versorgungstechnik) sowie die Versorgung mit Brennstoffen. Einen allgemeinen Überblick gibt der Artikel Wärmetechnik.
Umfassende Heizsysteme, wie sie in Mittel- und Nordeuropa verbreitet sind, gibt es nicht in allen Gebieten, in denen es im Winter Minusgrade und Schnee geben kann. So sind umfassende Heizsysteme in Südeuropa und der Levante oft nicht vorhanden, sondern lediglich eine Wärmequelle, mit der auch gekocht wird, oder ein einzelner Elektro-Radiator, der nur eingeschaltet wird, wenn es sehr kalt ist, was dazu führt, dass in der kalten Jahreszeit in Wohnungen Temperaturen von nur 10 °C oder darunter herrschen können. Eine traditionelle Art zu heizen sind offene Holzkohle-Becken oder -Töpfe wie beispielsweise Feuerschalen, der Brasero in Südeuropa, der Hibachi in Japan oder der Korsi im Iran. Heizöfen, wie etwa Kachelöfen, gab es auch in Europa nicht immer. Lange Zeit wurde mit offenen Kaminen geheizt, die wenig effektiv sind und oft zu Rauchentwicklung in den beheizten Räumen führen. Zur Zeit der Großeltern von heute älteren Menschen wurde oft nur die Küche ständig geheizt, während das Wohnzimmer nur zu bestimmten Anlässen geheizt wurde, ähnlich in Norddeutschland der Pesel.

## Allgemeines
Unter Heizung versteht man:

Thermostatventil an einem Heizkörper

- eine Elektroheizung, Fernheizung, Gasheizung, Holzheizung, Kohleheizung, Nachtspeicherheizung, Ölheizung, Pelletheizung oder Wärmepumpenheizung,
- eine Etagenheizung,
- eine Fahrzeugheizung,
- Anlagenkomponenten (zum Beispiel Heizkessel, Heizflächen und Heizkörper) sowie
- Gruppen von Anlagenkomponenten (zum Beispiel „alles das, was sich im Heizungskeller befindet“).

Eine Zentralheizung (veraltend als Sammelheizung bezeichnet) hat eine zentrale Heizstelle und versorgt über ein Trägermedium (Wärmeträger) einen oder mehrere Räume oder Gebäude mit der erzeugten Wärme.
Als Wärmeträger verwendet man:
- Wasser (Warmwasserheizung),
- Dampf (Dampfheizung – vorwiegend zur Beheizung großer Hallen) oder
- Luft (Warmluftheizung).

## Geschichte
Die älteste bekannte Warmwasserheizung entwickelte 1716 der Schwede Marten Trifvald. Sie diente der Beheizung eines Treibhauses im englischen Newcastle. Ab etwa 1850 ließen sich einige Fürsten und wohlhabende Bürger Warmwasserheizungen in ihre Schlösser und Villen einbauen. Erwähnt sei hier das 1867/68 von August Orth erbaute Palais Strousberg in Berlin. Im privaten Wohnungsbau verbreitete sich die Warmwasserheizung seit etwa 1900.
Weil der Transport von Energieträgern früher aufwändiger war als heute, spielten regionale Aspekte eine größere Rolle. Zum Beispiel heizte man im Ruhrgebiet – einem Ballungsraum mit relativ wenig Wald – viel mit Kohle; in waldreichen Gegenden wurde überwiegend mit Holz geheizt.
Erst nach dem Zweiten Weltkrieg verbreiteten sich Zentralheizungen – zusammen mit der Umstellung der Beheizung von Festbrennstoffen auf Öl und Gas – in westlichen Industrieländern; zuvor waren sie ein Luxus und die dezentrale, selektive und temporäre Beheizung von Räumen während der Heizperiode war verbreitet.
1973/74 kam es nach Lieferdrosselungen der OPEC-Länder zu einer ersten Ölkrise; die Heizkosten sind seither stark gestiegen. 1979/80 gab es eine zweite Ölkrise. Danach war der Ölpreis jeweils viel höher als zuvor. Auch der Gaspreis und der Strompreis stiegen.
Seit 1986 wurden durch die Katastrophe von Tschernobyl – eine Kernschmelze in einem ukrainischen Atomkraftwerk, nach der eine radioaktive Wolke über weite Teile Europas zog – die schlechteren Effizienzwerte von Elektro-Direktheizungen stärker bewusst (zu Vor- und Nachteilen der elektrischen Beheizung der Gebäude siehe Elektrogebäudeheizung).
Seit den 1980er-Jahren hat der Anteil der Gasheizungen zugenommen und der der Ölheizungen abgenommen. Heute eingebaute Öl- und Gasheizungen arbeiten oft mit Brennwerttechnik. Auch Holzpellets können in Brennwerttechnik-Heizungen verbrannt werden.
Zentralheizungen mit Scheitholz als Brennstoff haben heute meistens Holzvergaserkessel.
Hackschnitzel-Heizungen gibt es nur für die Beheizung sehr großer Gebäude (z. B. Bauernhöfe, Mehrfamilienhäuser oder öffentliche Gebäude) oder für Heizwerke für Nah- oder Fernwärmenetze. Sie werden vor allem in Gebieten mit hohem Waldanteil verwendet und nutzen in der Regel gehäckseltes Restholz, das für die Holzindustrie nicht brauchbar ist.
Seit dem 1. September 2015 muss jede neu eingebaute Heizung mit einer Energieverbrauchskennzeichnung (eine Variante der Abgasplakette, die vom Schornsteinfeger vergeben wird) gekennzeichnet sein. Aufgrund zunehmenden Klimaschutzbewusstseins, steigender Gaspreise und technischer Weiterentwicklung auch in Richtung höherer möglicher Vorlauftemperaturen steigt der Anteil an eingebauten Wärmepumpenheizungen. Im Neubau ist die Wärmepumpe mittlerweile die Standardvariante.
Das seit 2024 in Deutschland geltende Gebäudeenergiegesetz (GEG) macht Vorgaben für den Einbau neuer Heizungen und soll dafür sorgen, dass der Anteil erneuerbarer Energieträger deutlich steigen wird.

## Energiequellen bzw. Brennstoffe
| Energieträger  | CO2-Äquivalent g/kWh (2014/15) | Heizungssystem              | CO2-Äquivalent g/kWh (2008) |
| -------------- | ------------------------------ | --------------------------- | --------------------------- |
| Strom          |                                | Elektro-Speicherheizung     | 953                         |
| Braunkohle     | 335–405                        |                             |                             |
| Steinkohle     | 340                            |                             |                             |
| Heizöl         | 265–280                        | Öl-Heizung                  | 375                         |
| Erdgas         | 200–230                        | Gas-Brennwertkessel         | 256                         |
| Erdgas + Solar |                                | Brennwertkessel plus Solar  | 224                         |
| Strom          |                                | Elektrowärmepumpe, Luft     | 187                         |
| Strom          |                                | Elektrowärmepumpe, Erdreich | 167                         |
| Erdgas         |                                | Gas-Wärmepumpe              | 169                         |
| Holz           | 0                              | Pelletheizung               | 35                          |

Unterschieden werden können fossile Brennstoffe (Fossile Energie) und Brennstoffe aus nachwachsenden Rohstoffen (Biomasse).
Elektrische Energie kann ebenfalls zur Heizung genutzt werden, wird aber nicht als Brennstoff bezeichnet, weil bei einer Elektroheizung nichts verbrannt wird. Die Elektroheizung stellt Elektrowärme zwecks Beheizung eines Gebäudes her. Es existieren sowohl elektrische Direktheizungen wie Nachtspeicherheizungen als auch elektrisch betriebene Wärmepumpenheizungen, wobei letztere die Wärmeenergie aus der Umwelt gewinnen und daher nur einen Bruchteil der elektrischen Energie wie elektrische Direktheizungen benötigen. Des Weiteren kann Wärmeenergie aus diversen Quellen auch über Fern- und Nahwärmenetze geliefert werden oder per Solarthermie gewonnen werden.
Abhängig von der jeweiligen Energiequelle fallen bei Gebäudeheizungen unterschiedliche Emissionen an. Bei Elektroheizungen und elektrisch betriebenen Wärmepumpen beruhen die Emissionen primär auf den Emissionen bei der Stromerzeugung.
Wichtigster Energieträger in der EU war im Jahr 2012 Erdgas, das 45 % der Heizenergie in der EU lieferte. Es folgten Heizölprodukte mit 17 %, erneuerbare Energien mit 14 %, Fernwärmeanlagen mit 11 % (Primärenergie nicht aufgeschlüsselt), Strom mit 9 % und Kohle mit 4 %. Indes war in der Schweiz im Jahr 2017 Erdöl mit 39,4 % der wichtigste Energieträger, gefolgt von Gas mit 20,7 %. Wärmepumpen waren in 17,9 % der Haushalte die dominierende Heizungstechnologie, Holzheizungen waren in 10,1 % der Haushalte die primäre Wärmequelle, Elektrizität lag bei 6,9 %, Fernwärme bei 4,2 %, thermische Solaranlagen bei 0,3 %, andere Energieträger bei 0,3 %. Ebenfalls 0,3 % nutzten keine Energieträger.

### Fossile und biogene Brennstoffe

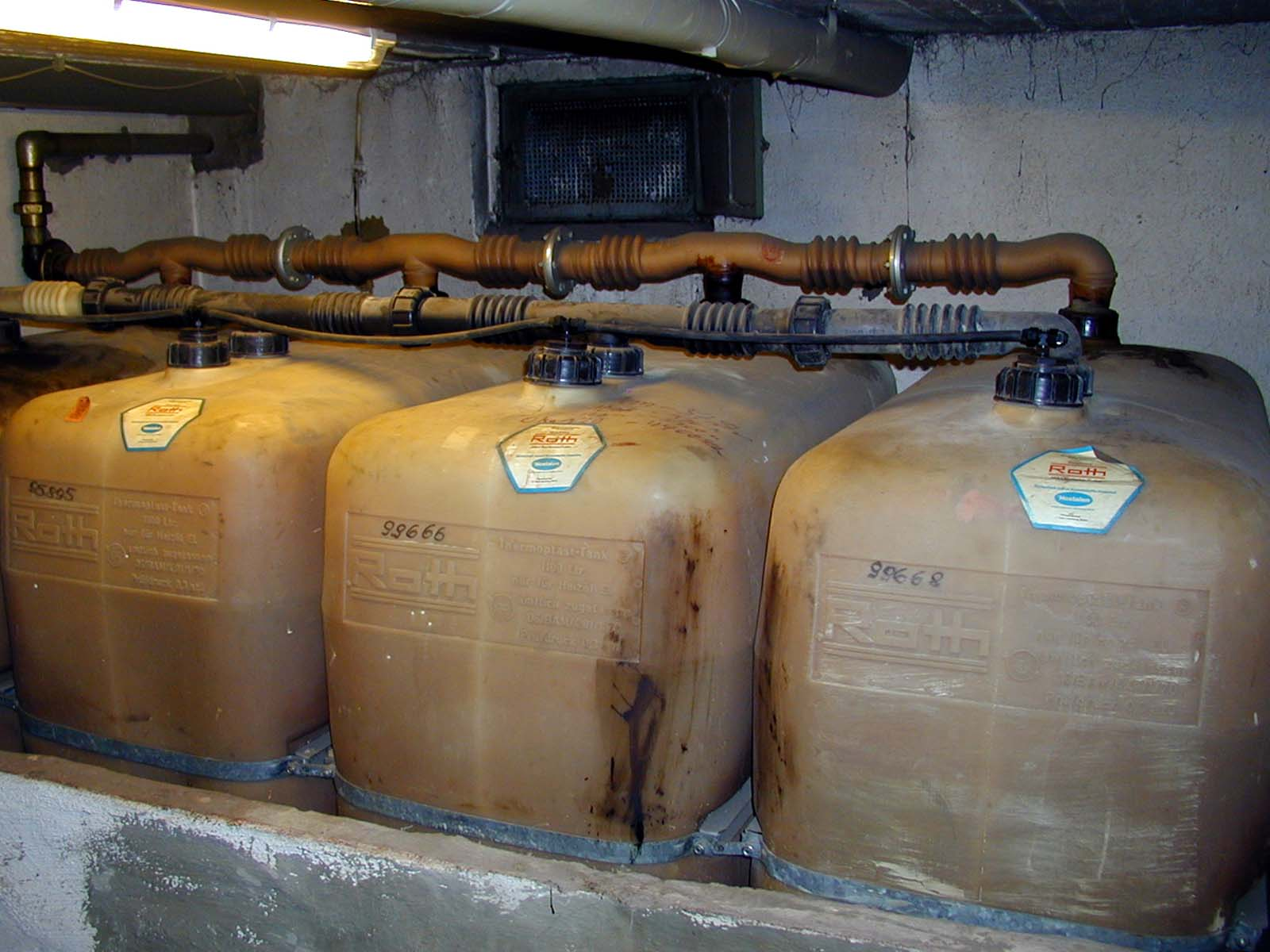
Heizöltank einer Ölheizung

Als Brennstoffe verwendet man (nach Aggregatzustand):
- flüssige Brennstoffe: Heizöl, Pflanzenöle oder Biodiesel
- gasförmige Brennstoffe: Erdgas, Flüssiggas oder Biomethan
- feste Brennstoffe Kohle, Holz (Scheitholz oder Holzpellets) oder andere biogene Festbrennstoffe (Stroh, weitere Halmgutartige Biomasse, Getreide). Früher wurde in der Nähe von Torfgebieten auch Torf verheizt (zum Beispiel wurde er im Teufelsmoor abgebaut und mit Torfkähnen nach Bremen befördert)

### Nah- bzw. Fernwärme

Die vier Generationen von Fernwärmesystemen samt ihren Wärmequellen

Wird die Wärme zentral in einem Heizkraftwerk (Prinzip der Kraft-Wärme-Kopplung) erzeugt oder die Prozessabwärme einer Industrieanlage genutzt und über ein Leitungsnetz an mehrere räumlich nahe oder entfernt gelegene Wärmeabnehmer verteilt, so spricht man, je nach räumlichem Abstand und Umfang des Wärmeverbundes, von einer Nahwärme- beziehungsweise Fernwärmeversorgung. Derartige Wärmeverbundnetze finden bei der Wärmeversorgung von Stadtteilen und/oder in Industrieanlagen Verwendung.
Zur Wärmeerzeugung werden bisher überwiegend Erdöl, Erdgas, Kohle oder Müll (→ Müllheizkraftwerk) und in Einzelfällen auch Kernenergie eingesetzt.
Bei kleineren Wärmenetzen verwendet man heute zunehmend Abwärme aus Blockheizkraftwerken (zum Beispiel elektrische Energieerzeugung durch Biogas, Pellets, Hackschnitzel) oder die Wärme wird primär erzeugt (→ Hackschnitzelkraftwerk, Biomasseheizkraftwerk).

### Elektrischer Strom

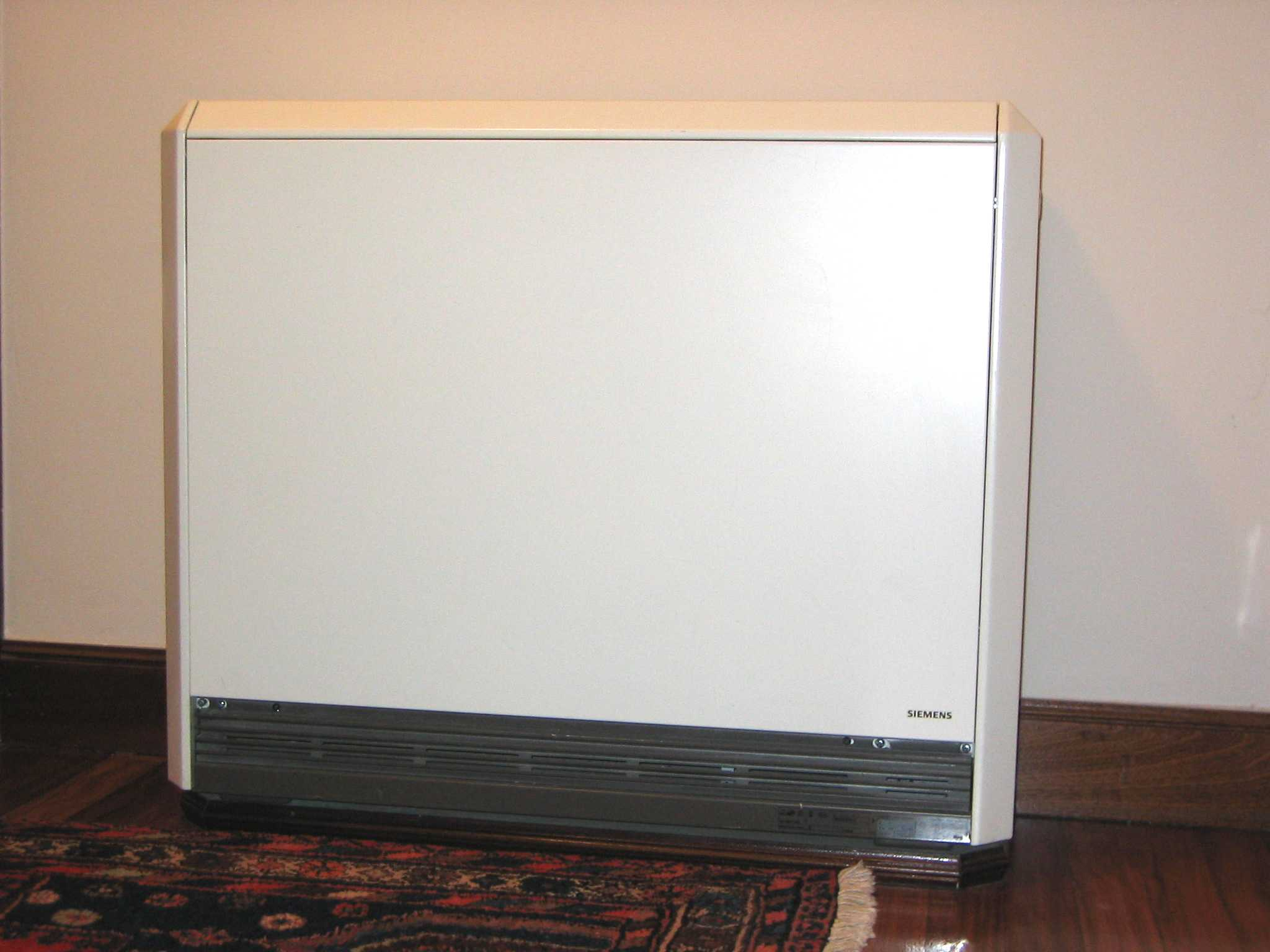
Elektrisch beheizter Speicherofen

Elektrischer Strom als Energiequelle in Elektroheizungen wird oft für den kurzzeitigen Bedarf in Heizlüftern eingesetzt.
Als Heizung von Wohnungen sind zum Teil Nachtstrom-Speicher-Heizungen im Gebrauch, die die Energie des Nachtstromes zum so genannten Niedertarif (umgangssprachlich Nachttarif) zu bestimmten Zeiten – üblicherweise nachts und nachmittags – zur Aufheizung eines wärmeisolierten Speichers nutzen und durch Konvektion – und zusätzlich bei Bedarf zu jeder Tageszeit über ein zusätzliches Gebläse – abgeben.
Auch ölgefüllte, lüfterlose Radiatoren mit eingebautem Heizstab und Temperaturregler kommen für die Raumheizung zum Einsatz.

### Erd- und Umweltwärme

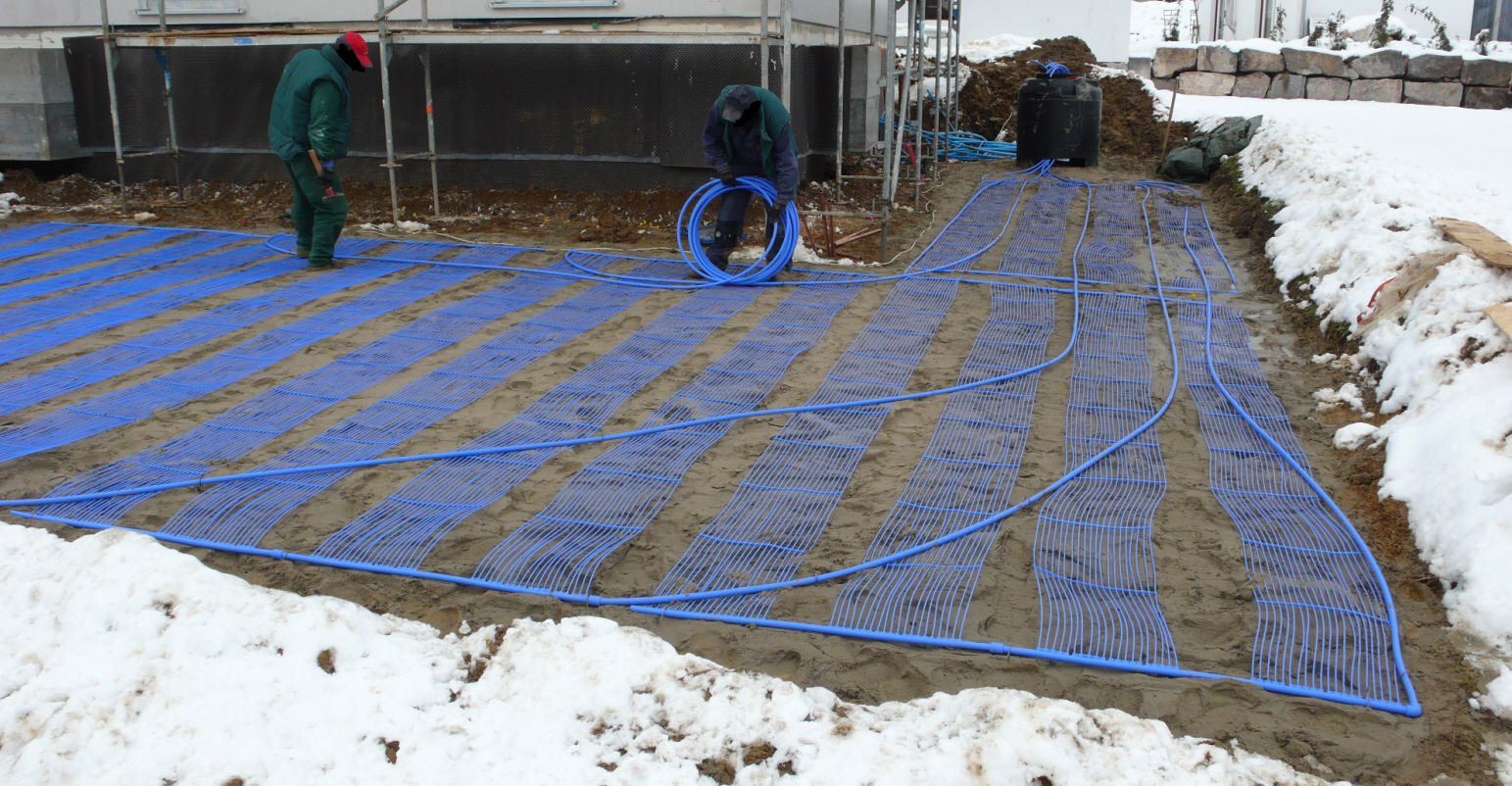
Verlegen von Flächenkollektoren für eine Wärmepumpe

Zur Gebäudeheizung mit Erdwärme wird durch Wärmepumpen das unter der Erdoberfläche vorhandene Temperaturniveau genutzt, um das temperaturübertragende Medium im Heizkreislauf aufzuwärmen (vgl. Wärmepumpenheizung).
Bei Nutzung von Tiefengeothermie sind für ein Einfamilienhaus ein bis zwei oberflächennahe Bohrungen notwendig, Erdwärmepumpen können aber auch mit Flächenkollektoren, Erdkörben, Energiezäunen oder Eisspeichern arbeiten.
Häufiger als die Erdwärmenutzung ist bei Wärmepumpen die Nutzung der Umweltwärme über Luft-Luft- oder Luft-Wasser-Wärmepumpen.
Entscheidend für die Effizienz von Wärmepumpen ist der Unterschied zwischen der Quell- und der Zieltemperatur. Wichtig ist daher eine möglichst niedrige Vorlauftemperatur, wie sie in Fußbodenheizungen oder Wandheizungen benötigt wird. Eine Flächenheizung ist allerdings keine Voraussetzung für einen erfolgreichen Einsatz von Wärmepumpen. Diese können mindestens bis zu Vorlauftemperaturen von 55 °C problemlos eingesetzt werden. Auch höhere Vorlauftemperaturen sind möglich, wobei dann zunehmend die Effizienz leidet. Sie ist aber auch dann immer noch höher als bei Elektrodirektheizungen.
Ein Vorteil von Wärmepumpen ist, dass diese in manchen Fällen auch teilweise zur Gebäudekühlung eingesetzt werden können.
Nur in einigen Regionen ist die Nutzung der Erdwärme in geothermalen Warmwasserheizungen möglich, in denen die Erhitzung des Heizwassers auf Verbrauchstemperatur (bis über 40 °C) direkt über Erdwärme geschieht.

### Blockheizkraftwerk

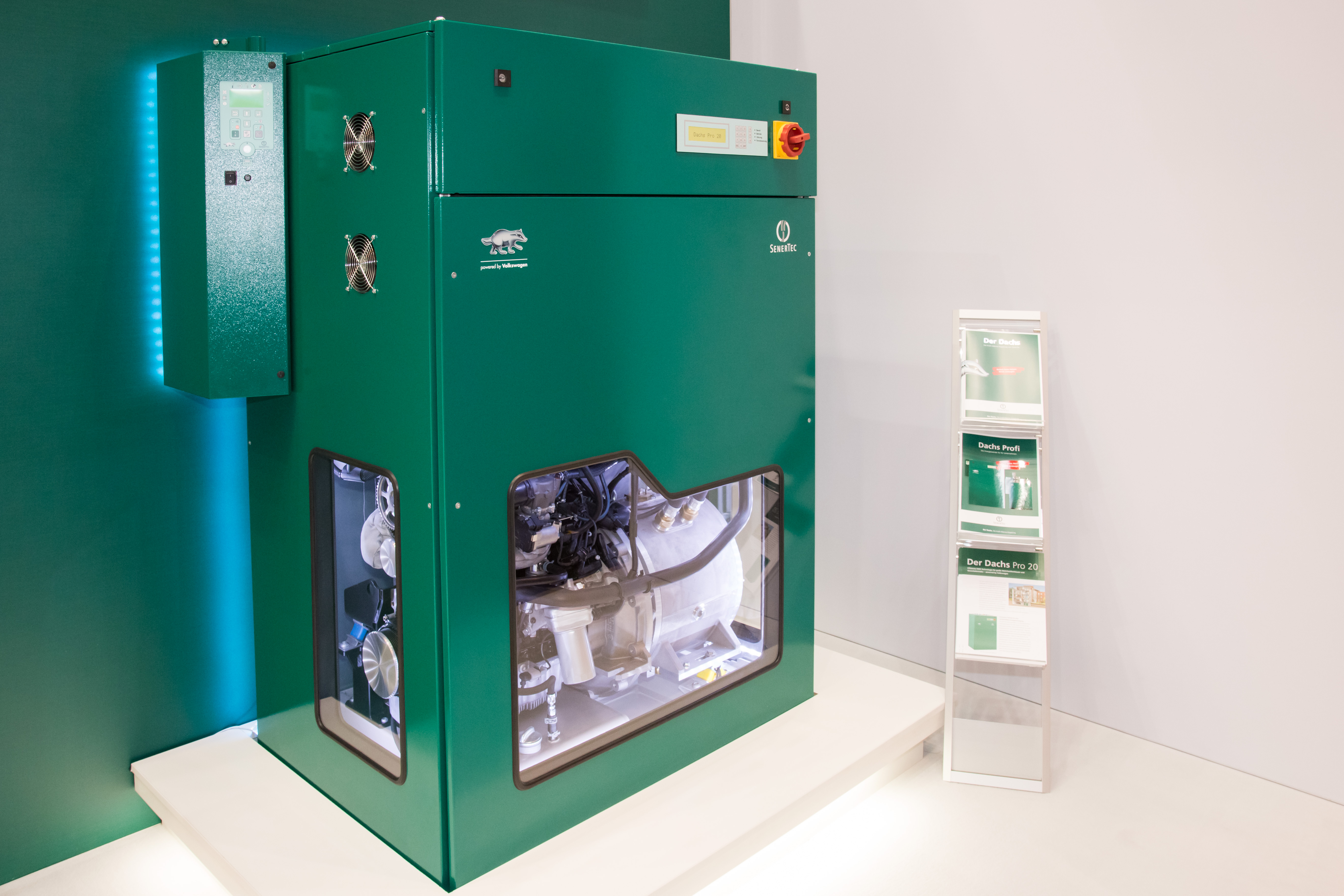
Mini-BHKW für Mehrfamilienhäuser

Die für die Beheizung eines Gebäudes benötigte Wärmeenergie kann auch in einem Blockheizkraftwerk erzeugt werden. Dieses basiert auf dem Prinzip der Kraft-Wärme-Kopplung; es erzeugt neben Wärme auch Strom. Die Energiewandlung kann dabei sehr unterschiedlich erfolgen (z. B. durch einen Verbrennungsmotor, eine Dampfturbine, eine Gasturbine, einen Stirlingmotor oder eine Brennstoffzelle). Die Abwärme des Systems kann dann u. a. zur Raumbeheizung verwendet werden. Neben der Kombination mit einem Wärmespeicher ist auch der Einsatz eines Spitzenlastheizgeräts zur Abdeckung des maximal erforderlichen Wärmebedarfs üblich.

## Heiztechnik

### Monovalente und polyvalente Heizungen
Heizanlagen, die nur eine Wärmequelle nutzen, werden als monovalente Heizung bezeichnet. Bei mehreren Wärmequellen spricht man von einer polyvalenten Heizung.

### Bivalente Heizungen
Heizanlagen, die mehrere Wärmequellen nutzen, werden als bivalente Heizung bezeichnet (bivalent = zweiwertig). Beispiele:
- Allesbrenner (klassischer Holz- bzw. Kokskessel) sind polyvalent
- kombinierte Solar-Brenner-Heizungen (Solarthermie und Öl/Holz/Gas etc.), Scheitholz-Kombianlagen (Holzvergaser mit Pelletsmodul), und andere.

Anlagen für mehr als zwei Energieformen gibt es auch in der Kraftwerkstechnik.

### Trivalente Heizungen
Heizanlagen, die drei Wärmequellen nutzen, werden als trivalente Heizung (trivalent = dreiwertig) oder Hybrid-Heizungen bezeichnet. Beispiel:
- Brennwerttechnik (z. B. Öl/Gas) und Solarthermie und wassergeführter Kaminofen

### Einzelheizung

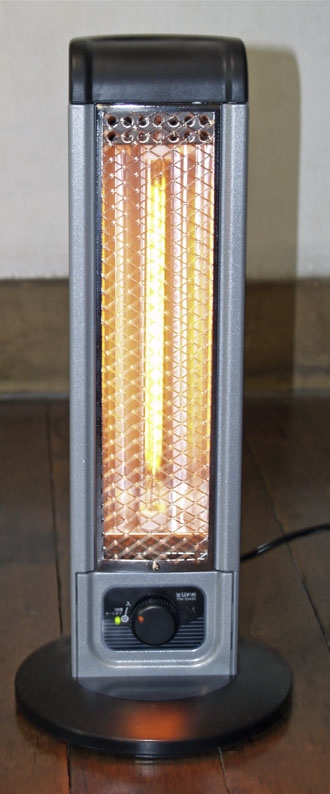
Elektrisch betriebener Halogen-Infrarotstrahler

Eine einfache Form der Raumheizung ist die der Einzelheizung oder der Einzelofen. Kleine Einzelheizungen (z. B. Heizlüfter) heizen nur ihre direkte Umgebung; die meisten Einzelheizungen beheizen den ganzen Raum, in dem sie stehen. Beispiele:
- geschlossener Ofen
  - Kaminofen (auch Cheminéeofen oder Schwedenofen genannt)
  - Kachelofen, Grundofen,
  - Dauerbrandofen mit angeschlossenem Öltank,
  - Gasheizofen
- elektrisch betriebene Widerstandsheizung (z. B. Heizlüfter, Heizstrahler oder Elektrospeicher-Heizung).

Infrarotstrahler erzeugen Infrarot-C-Strahlung. Diese Strahlen erwärmen nicht die Luft, sondern die Flächen, auf die sie treffen.
Offene Kamine heizen nur bedingt: sie haben einen schlechten Wirkungsgrad (je nach Bauart um 10 %, d. h. 90 % der freigesetzten Wärme entweichen durch den Schornstein) und verbrauchen bei ihrem Betrieb viel Sauerstoff, der dann in Form von Außenluft ersetzt werden muss.

### Zentralheizung
Eine Zentralheizung (Sammelheizung) hat eine zentrale Heizstelle und versorgt über Wasser (flüssig oder dampfförmig) oder Luft als Trägermedium einen oder mehrere Räume oder Gebäude.

#### Warmwasserheizung

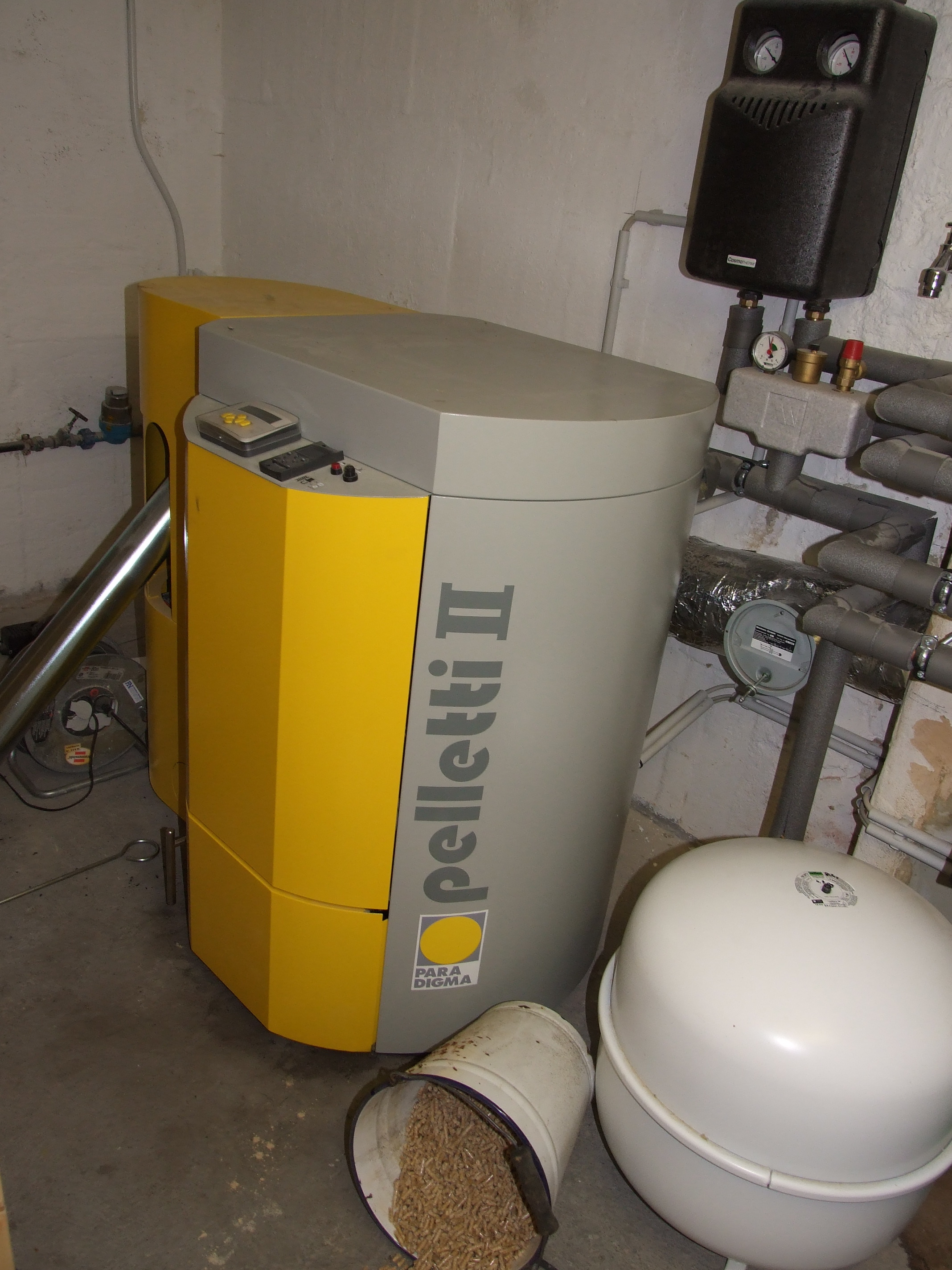
Warmwasser-Zentralheizung für Wohnhaus mit Holzpellets als Brennstoff. Der runde weiße Behälter ist das Membranausdehnungsgefäß

Eine Warmwasserheizung besteht aus einem zentralen Wärmeerzeuger (Heizkessel, Kombitherme), der das Wärmeträgermedium Wasser erwärmt und mit Hilfe einer Umwälzpumpe über Rohrleitungen zu den Heizkörpern (Radiatoren, Heizleisten) pumpt. Diese geben durch Konvektion einen Teil der Wärmeenergie an die Raumluft ab. Das abgekühlte Wasser fließt über die Rücklaufleitungen zurück zum Wärmeerzeuger. Bei einer Einrohrheizung wird nur ein einzelnes Rohr von Heizkörper zu Heizkörper geführt. Die Heizkörper sind hydraulisch in Reihe angeordnet: Ein Anteil des erwärmten Wassers wird aus dem Heizkreis abgezweigt, durch den Heizkörper geführt und anschließend wieder in dasselbe Rohr zurückgeleitet. In früherer Zeit waren auch Schwerkraftumlaufheizungen verbreitet, bei denen keine Umwälzpumpe vorhanden ist. Hier nutzte man lediglich die Temperaturunterschiede des Wassers aus: Das vom Kessel erwärmte Wasser ist leichter und steigt daher nach oben zu den Heizkörpern, das abgekühlte Wasser sinkt von selbst wieder nach unten zum Kessel und wird erneut erwärmt. Mit Umwälzpumpe ausgestattete Anlagen besitzen jedoch einen erheblich besseren Wirkungsgrad und sind wegen der schnelleren Erwärmung komfortabler.
Die Warmwasserheizung arbeitet mit Vorlauftemperaturen zwischen 30 °C (Niedertemperaturheizsystem) und 90 °C. Durch größere Dimensionierung der Radiatoren bzw. Einsatz einer Fußboden- oder Wandheizung kann mit einer niedrigen Vorlauftemperatur auch die Energie aus dem Rauchgas genutzt werden. Man spricht dann von Brennwerttechnik (Brennwert), im Gegensatz zur bisher üblichen Heizwerttechnik (Heizwert). Da nun säurehaltiges Wasser aus der Abluft kondensiert, muss der Kamin passend beschaffen sein.
Zum Ausgleich von Volumenänderungen infolge Erwärmung und Abkühlung des Wassers im System ist zwingend ein Membranausdehnungsgefäß (MAG) erforderlich. In älteren Heizungsanlagen findet man vereinzelt auch am höchsten Punkt der Heizungsanlage offene Reservoirs.
Zum Befüllen des Heizungssystems wird üblicherweise Leitungswasser genutzt, das über einen Rückflussverhinderer (Füllarmatur, die einen Rückfluss aus dem Heizungsrohrnetz ins Trinkwassernetz verhindert) in den Heizkreis geleitet wird.
Verbreitet werden Heizungssysteme auch über Patronenentsalzer mit aufbereitetem Heizungswasser befüllt, um Korrosion in der Anlage zu vermeiden.
Im Leitungsnetz befindliche Luft muss über Entlüfter an den einzelnen Heizkörpern und bei größeren Anlagen an Luftblasenabscheidern (selbsttätige Entlüfter) aus dem Wasserkreislauf entfernt werden, damit alle Heizkörper vollflächig mit Heißwasser versorgt werden können und es nicht zu Geräuschbelästigungen (Fließgeräusche) und Korrosion im Netz kommt.
Für den optimalen Betrieb einer Warmwasserheizung ist ein hydraulischer Abgleich erforderlich. Hierzu wird vor dem Bau der Anlage eine Rohrnetzberechnung durchgeführt. Der hydraulische Abgleich ist sowohl in der VOB Teil C als auch in der Energieeinsparverordnung gefordert und wird vom Heizungsbauer bzw. (seit 2003) Anlagenmechaniker für Sanitär-, Heizungs- und Klimatechnik durchgeführt. Ohne hydraulischen Abgleich werden die Heizkörper u. U. unterschiedlich warm und die Umwälzpumpe braucht mehr elektrische Arbeit (kWh) als nötig.

#### Dampfheizung
Bei der Heißwasserheizung und der Dampfheizung wird das Wasser auf über 100 °C erwärmt. Der erzeugte Wasserdampf wird durch Rohrleitungen transportiert und kondensiert in den Heizkörpern unter Wärmeabgabe. Dann fließt das Kondensat zum Heizkessel zurück. Die bei der Kondensation frei werdende latente Wärme bewirkt eine sehr große freigesetzte Heizleistung. Der Dampf wird manchmal auch direkt einem Fernwärmesystem entnommen und das Kondensat in die Kanalisation geleitet.

#### Warmluftheizung
Die Warmluftheizung verwendet die Raumluft als Wärmeträger. Dabei wird die in einem Heizautomaten erzeugte Warmluft über Luftkanäle in die Räume geleitet.
Auch als Warmluftheizung angelegt, jedoch im Detail anders aufgebaut, ist die Hypokausten-Luftheizung. Sie wurde im 1. Jahrhundert v. Chr. erfunden und ist heute in Ausgrabungsstätten zu sehen.

## Kosten, Amortisation
Die Wirtschaftlichkeit einer Heizanlage hängt von den Anschaffungskosten und den Betriebskosten ab. Letztere werden stark vom Nutzungsverhalten bzw. vom Komfortbedürfnis der Bewohner beeinflusst.
Für einige Heizungen gewährt die öffentliche Hand Anschaffungs-Zuschüsse; die die Anschaffungskosten senken. Steuerpflichtige in Deutschland können die Kosten für die Handwerkerleistungen steuer-reduzierend geltend machen (Näheres hier).
Für die Bewertung der Gesamteffizienz ist der Jahresnutzungsgrad wichtiger als der Wirkungsgrad.
- Der Wirkungsgrad benennt nur die Verluste bei laufendem Brenner.
- Der Jahresnutzungsgrad beschreibt das Verhältnis zwischen bereitgestellter Nutzwärme zur aufgewandten eingesetzten Brennstoffmenge. Die Angabe des Jahres-Nutzungsgrads oder auch Norm-Nutzungsgrads berücksichtigt (neben den Verlusten, die bei laufendem Brenner auftreten) auch alle Verluste, die während des Brennerstillstands auftreten.

Da in einem Jahr nur Brennerlaufzeiten von etwa 1.800 Stunden erreicht werden und der Brenner die übrige Zeit steht, ist eine Wirkungsgradangabe stets nur eine Momentaufnahme. Der Nutzungsgrad betrachtet dagegen die energetische Effizienz über einen bestimmten Zeitraum, z. B. ein Jahr. Eine Verbesserung des Wirkungsgrades ist durch den Einbau einer Brennwertheizung möglich – vorausgesetzt die Rücklauftemperatur im Heizkreislauf ist relativ niedrig.
Diese nutzt zusätzlich die Kondensationsenthalpie des bei der Verbrennung entstehenden Wasserdampfes.

### Berechnung einer Raumheizung
Um den Leistungsbedarf einer Heizung für einen geschlossenen Raum zu ermitteln, ist die Berechnung des Wärmedurchgangs der Raumbegrenzungsflächen (Wände, Decke, Fußboden, Türen, Fenster) nötig. Die über die Flächen abströmende Wärme muss als Heizleistung zugeführt werden.
{\displaystyle {\dot {Q}}=U\cdot A\cdot \left(T_{\mathrm {i} }-T_{\mathrm {a} }\right)}
mit
{\displaystyle {\dot {Q}}} = Leistung in W (1 Nm/s = 1 J/s = 1 W)
{\displaystyle U} = Wärmedurchgangszahl in W/(K · m²)
{\displaystyle A} = Fläche in m²
{\displaystyle T_{\mathrm {a} }} = Außentemperatur in °C
{\displaystyle T_{\mathrm {i} }} = Zimmertemperatur in °C
Für Räume mit mehreren Außenwänden ist ein Leistungszuschlag von 10 bis 15 Prozent erforderlich. Der Leistungsbedarf wird für alle Flächen des Raumes einzeln berechnet und später addiert.
Ferner muss man beim Auslegen (Dimensionieren) von Heizungsanlagen die Lüftungswärmeverluste (Fenster oder maschinelle Lüftung), Nachtabsenkung, Wiederaufheizfaktor etc. im Rahmen der anerkannten Regeln der Technik berücksichtigen.
EN 12831 (Heizlast) definiert die Berechnung. Bis Oktober 2004 galt die DIN 4701 für Wärmebedarf, mit der der sogenannte Norm-Wärmebedarf berechnet wurde.
Neben der physikalischen Berechnung sind die physiologischen Wirkungen der Heizkörper als Konvektionsheizung und Strahlungsheizung und ihre Position im Raum zum Erreichen einer thermischen Behaglichkeit zu beachten.
Früher, als Fenster noch erhebliche Kältebrücken waren, positionierten Architekten die Heizkörper unter Fenstern, um deren kalte Fallluft auszugleichen und Luftströme im Raum zu reduzieren. Seit Ende der 1990er Jahre hat Wärmeschutzglas einen Uw-Wert von 1,1 (Doppelverglasung) oder 0,5–0,7 (Dreifachverglasung).
Ein Passivhaus hat eine so gute Wärmedämmung, dass seine Bewohner ohne eine aktive Raumheizung auskommen können (Energiezufuhr nur durch Bewohner, solare Gewinne, Lüftungsvorwärmung usw.).

## Steuerung und Regelung
Die Einhaltung der angestrebten Temperatur wird durch Steuerung und Regelung der Heizung erreicht.
Die Kontrolle über das Heizverhalten der Anlagen ging mit dem Stand der Technik mit. Gab es bei den ersten großen Heizungsanlagen noch Heizer zur Unterhaltung und Kontrolle des Verbrennungsvorgangs, so wird dies heute von Heizungstechnik bewerkstelligt (automatische Steuerung und Kontrolle der Brenngutzufuhr). Die Art der eingesetzten Regelung hängt von der Größe der Heizungsanlage ab. In Ein- und Zweifamilienhäusern wird die Heizung und Warmwasserbereitung in der Regel komplett durch die Regelung im Heizkessel realisiert.
Bei größeren Anlagen, bei denen ein Heiznetz mehrere Häuser oder Wohngebiete versorgt, wird im Heizhaus nur die Regelung für das Heiznetz realisiert. Das heißt, es wird eine konstante oder variable Vorlauftemperatur in das Netz eingespeist. In diesen Anlagen stehen dann zwei oder mehr Heizkessel. Diese werden nicht mehr über die brennereigene Steuerung, sondern über DDC-GA-Steuerungen gesteuert.
Die Regelung der Heizungen und der Warmwasserbereitung erfolgt dann separat in den Hausanschlussstationen (HAST) der einzelnen Häuser. Die Regelung im Haus erfolgt dann über Kompaktregler oder DDC-GA-Steuerungen.
Die Regelstrategie erfolgt bei Heizungen außentemperaturgeführt, das heißt, die Vorlauftemperatur des Heiznetzes wird über eine Heizkurve parametriert. Die Vorlauftemperatur des Heizkreises wird dabei höher, je kälter es wird. Bei einer Regelung mit einem meist im Wohnzimmer angebrachten Temperaturfühler wird die Vorlauftemperatur des Heizkreises zusätzlich durch die Raumtemperatur beeinflusst, damit auch die Fremdwärme durch Sonneneinstrahlung etc. berücksichtigt wird. Zudem werden Parameter wie Nachtabsenkung und verlängerte Nutzungszeiten von Räumen über die Partytaste genutzt, um in die Regelung einzugreifen. Am bequemsten geschieht dies über eine Fernbedienung im Wohnbereich.
In Wohnungen und Räumen, die nur zeitweise genutzt werden wie zum Beispiel Ferienwohnungen oder gewisse Gewerberäume, werden zunehmend auch Fernsteuerungen mittels einer Mobile App eingesetzt. In der Schweiz mit ihren vielen Zweitwohnungen im Alpenraum wird der Einbau solcher Steuerungen als Mittel zum Energiesparen aktiv durch die Behörden gefördert, namentlich durch das Programm MakeHeatSimple von EnergieSchweiz.

## Kleinheizungsanlage oder Großheizungsanlage

### Rechtslage in Deutschland
Die Verordnung über kleine und mittlere Feuerungsanlagen definiert Kleinfeuerungsanlagen als Anlagen, die keine Genehmigung nach dem Bundes-Immissionsschutzgesetz brauchen, mit den Grenzen:
- Feuerungsanlagen für Holz und Kohle unter 1 Megawatt (MW) Feuerungswärmeleistung,
- Anlagen für Stroh, Getreide und ähnliche pflanzliche Brennstoffe unter 0,1 MW Feuerungswärmeleistung,
- Öl- und Gasfeuerungsanlagen mit einer Feuerungswärmeleistung unter 20 MW.

Wenn Vermieter die Heizkosten auf ihre Mieter umlegen, ist dabei die (1981 eingeführte) Heizkostenverordnung zu beachten. Sie regelt die Heizkostenabrechnung. An vielen Heizkörpern in Mietwohnungen sind deshalb Heizkostenverteiler angebracht.

### Rechtslage in Österreich
Die Feuerungsanlagen-Verordnung differenziert Anlagen nach Größenordnungen, ohne den Begriff „Kleinfeuerungsanlage“ zu definieren. Die Zulassung von Kleinfeuerungsanlagen wird von den Bundesländern geregelt. Alle neun Bundesländer haben sich mit der „Vereinbarung gemäß Art. 15a B-VG über das Inverkehrbringen von Kleinfeuerungsanlagen“ auf einheitliche Bestimmungen geeinigt, aber u. U. noch nicht umgesetzt; diese enthält folgende Definition: „Kleinfeuerungsanlagen sind technische Einrichtungen bis zu einer Brennstoffwärmeleistung von 400 kW, die zum Zwecke der Gewinnung von Nutzwärme für die Raumheizung oder zur Warmwasserbereitung bestimmt sind.“

### Rechtslage in der Schweiz
Die Schweizer Luftreinhalteverordnung (LRV) regelt die Zulassung von Feuerstätten für feste Brennstoffe bis 350 kW Brennstoffwärmeleistung.

## Staatliche Förderung
Das deutsche Bundesumweltministerium vergibt im Rahmen des Marktanreizprogramms (MAP) finanzielle Zuschüsse für Heizungen auf Basis von Solar-, Umwelt- oder Bioenergie. Die Anträge werden online beim BAFA gestellt. Die Kreditanstalt für Wiederaufbau (KfW) hat zum 31. Dezember 2019 die Förderung für die Erneuerung von Heizungen eingestellt.

## Nutzungsdauer
Als Nutzungsdauer für Heizkessel werden etwa 20 Jahre angesetzt, für Gebläsebrenner 15 bis 20 Jahre, sowie 25 bis 30 Jahre für Armaturen und Tank (Stahlblech). Neben der technischen Nutzungsdauer können rechtliche Regelungen die Nutzungsdauer von Heizungen beschränken. In Deutschland legen die Energieeinsparverordnung das zulässige Alter und die Verordnung über kleine und mittlere Feuerungsanlagen die maximal tolerierten Abgasverluste für Heizungsanlagen. Diese werden in Deutschland vom Schornsteinfeger festgestellt bzw. gemessen und gegebenenfalls der zuständigen Behörde gemeldet.

## Gesamtmarkt für Wärmeerzeuger 2014 in Deutschland
| Wärmeerzeuger                        | Anzahl 2013 | Anzahl 2014 |
| ------------------------------------ | ----------- | ----------- |
| Gas-Brennwerttechnik                 | 421.500     | 412.500     |
| Gas-Niedertemperatur-Technik         | 110.000     | 107.000     |
| Öl-Brennwerttechnik                  | 46.000      | 46.500      |
| Luft-Wasser-Wärmepumpe               | 40.000      | 39.500      |
| Öl-Niedertemperatur-Technik          | 21.500      | 21.000      |
| Biomassekessel Scheitholz            | 9.500       | 15.500      |
| Biomassekessel Pellet                | 14.500      | 15.500      |
| Sole-Wasser-Wärmepumpe               | 15.000      | 13.500      |
| Biomassekessel Hackschnitzel         | 3.500       | 5.000       |
| Wasser-Wasser-Wärmepumpe u. Sonstige | 5.000       | 5.000       |
| Gesamt                               | 686.500     | 681.000     |

Aufgrund der Erweiterung des Meldekreises für Biomassekessel sind höhere Stückzahlen gegenüber 2013 zu verzeichnen. 